# Helylä
Helylä (ryska: Хелюля, Cheljulja) är en ort i Karelska republiken i Ryssland. Den hade 2 668 invånare år 2015.